# Škabrnja
Škabrnja falu és község Horvátországban Zára megyében.

## Fekvése
Zárától légvonalban 18 km-re, közúton 25 km-re délkeletre, Dalmácia északi részén, Ravni kotar közepén fekszik. Škabrnja község Škabrnja és Prkos településeket foglalja magában. A 19. század végén még hat kis településből állt, ezek Ambar, Škabrnje, Škara, Kutrovo, Plavanika és Prkos, melyek mára egyesültek.

## Története
A mai Škabrnja területén a középkorban egy „Kamenjani” nevű település feküdt, melyet 1070-ben említenek először. Eredetileg a horvát Gusić család, majd a biogradi Szent János kolostor birtoka volt. A 12. századtól a zárai Szent Krševan bencés kolostorhoz tartozott. A 13. és 14. században a Subićok voltak az urai. Valószínűleg ők építtették a 13. században Kamenjanin a Škabrnja ligetnél a Szent Lukács templomot, mely körül a falu kialakult. 1573-tól a 17. század közepéig török uralom alaltt állt. A falu neve a 18. század elején változott meg, amikor új horvát nyelvű lakosság települt be ide. A régi időkben a mai község legjelentősebb települése Prkos volt és emiatt az írásos dokumentumok (beleértve az egyházlátogatásokat is) nem Škabrnját, hanem Prkost említik. Itt volt plébános 1646-ban a török elleni harcok egyik vezetője Stipan Sorić atya. A török uralom idején Prkos lakói jórészt Škabrnjára települtek át, mely ezáltal átvette az elsőséget és 1686-ban plébánia központjává vált. 1797-ig a Velencei Köztársaság része volt, majd miután a francia seregek felszámolták a Velencei Köztársaságot és a campo formiói béke értelmében osztrák csapatok szállták meg. 1806-ban a pozsonyi béke alapján az Első Francia Császárság Illír Tartományának része lett. 1815-ben a bécsi kongresszus újra Ausztriának adta, amely a Dalmát Királyság részeként Zárából igazgatta 1918-ig. A településnek 1857-ben 358, 1910-ben 765 lakosa volt. Az első világháború után előbb a Szerb-Horvát-Szlovén Királyság, majd Jugoszlávia része lett. A második világháború idején a szomszédos településekkel együtt Olaszország fennhatósága alá került. Az 1943. szeptemberi olasz kapituláció után horvát csapatok vonultak be a településre, amely ezzel visszatért Horvátországhoz, majd Jugoszlávia része lett. A háborúnak nyolcvan helyi áldozata volt. Még több áldozatot követelt a délszláv háború. 1991. november 18-án reggel heves tüzérségi támadás kezdődött a település horvát védői ellen, melynek zaja egészen Záráig hallatszott. A lakosság a pincékbe húzódott. Még tartott az ágyútűz amikor két irányból Biljan és Zemunik Gornji felől szerb tankok és mintegy harminc páncélozott harcjármű indított támadást a falu ellen. A tüzérségi támadás után a jugoszláv néphadsereg katonái és szerb félkatonai erők hatoltak be és kezdték megsemmisíteni a házakat, az egyházi épületeket és a gazdasági létesítményeket. Ezután a polgári lakosságra támadtak annak ellenére, hogy a nők, gyermekek és öregek semmilyen ellenállást nem tudtak kifejteni a támadókkal szemben. Ez azonban nem hatotta meg a szerb támadókat, már az első napon 43 horvát polgári lakost öltek meg a legkegyetlenebb módszerekkel, közvetlen közelről leadott lövésekkel, fejre mért erős ütésekkel, halálra kínzással és testük megcsonkításával, tankok általi eltaposással. A többieket az aknamezőre hajtották, ahol szintén meghaltak néhányan. Végül az egész falut felgyújtották és teljesen lerombolták. A temetőben található háborús emlékmű 36 katona és 57 polgári áldozat nevét tartalmazza. A horvát hadsereg 1993. január 22. és 25. között a „Maslenica” hadművelet során szabadította fel a község területét, de ez csak átmeneti sikert hozott. Véglegesen csak 1993. augusztus 5-én a „Vihar” hadművelettel szabadult fel a község. A településnek 2011-ben 1413 lakosa volt, akik főként mezőgazdasággal, állattenyésztéssel foglalkoztak, de sokan dolgoztak a közeli Zárában is.

## Lakosság
| Lakosság változása | Lakosság változása | Lakosság változása | Lakosság változása | Lakosság változása | Lakosság változása | Lakosság változása | Lakosság változása | Lakosság változása | Lakosság változása | Lakosság változása | Lakosság változása | Lakosság változása | Lakosság változása | Lakosság változása | Lakosság változása |
| ------------------ | ------------------ | ------------------ | ------------------ | ------------------ | ------------------ | ------------------ | ------------------ | ------------------ | ------------------ | ------------------ | ------------------ | ------------------ | ------------------ | ------------------ | ------------------ |
| 1857               | 1869               | 1880               | 1890               | 1900               | 1910               | 1921               | 1931               | 1948               | 1953               | 1961               | 1971               | 1981               | 1991               | 2001               | 2011               |
| 358                | 563                | 505                | 483                | 507                | 765                | 730                | 862                | 1.275              | 1.415              | 1.625              | 1.794              | 1.588              | 1.953              | 1.424              | 1.413              |

## Nevezetességei
- Szent Lukács evangélista tiszteletére szentelt temploma[5] a 13. században épült. 1440 körül gótikus, keresztbordázatos boltozattal fedték be. A 17. században az épület súlyos károkat szenvedett, mely után teljesen újjá kellett építeni. A délszláv háború idején szintén lerombolták, 1996 júniusában szentelték fel újra. A templom egyhajós épület tágas, félköríves apszissal. Az apszis közepén kis ablak látható. A homlokzaton a kapuzat felett is található egy keskeny gótikus ablak. A felette emelkedő kétnyílású harangépítményt később építették. A templom körül régi temető található.[6]
- Az Ambar nevű településrészen áll az egykori középkori Podprižane falu Nagyboldogasszony temploma.[7] A templom a 11. században épült centrális, hatkaréjos épületként. Az Észak-Dalmáciára jellemző óhorvát építészeti jegyeket viseli magán. Egy 1166-os okirat arról tudósít, hogy kegyura a templom javadalmait a zárai bencés kolostornak engedte át. A délszláv háború során ez a templom is súlyosan megsérült, 2001-ben építették újjá.[6]
- A Nagyboldogasszony tiszteletére szentelt plébániatemplom építése Ćiril Iveković tervei szerint 1914-ben kezdődött és bár még nem volt teljesen készen 1918-ban szentelték fel. Szembemiséző oltára kőből készült, vas ambóval. A mellékoltárok szentségtartói márványból vannak, Jézus szíve és a Boldogasszony fából faragott szobraival. Keresztelőmedencéje kőből készült, harangtornyában öt harang található. A templomot a délszláv háború idején 1992. január 28-án a földig rombolták. A romok helyén újjáépített templomot 2004. augusztus 8-án szentelték fel.[6]
- A falu népe a település központjában emlékművet állíttatott dr. Franjo Tuđmannak a Horvát Köztársaság elnökének, mely Kuzma Kovačić akadémiai szobrászművész alkotása.[6]
- Škabrjna központjában az alapiskola melletti tömegsír felett emlékmű látható. Ide temettek el a szerb agresszió során meggyilkolt 27 polgári áldozatot, többnyire idős embereket, akik a háború idején is otthonukban maradtak. A fekete márvány emlékmű áttört része egy galambot, mint a béke jelképét jeleníti meg.[6]

## Oktatás
A település első iskolája 1876-ban nyílt meg, de ekkor még csak 7-12 éves fiú gyermekek számára. A leánygyermekek számára 1893-tól indult meg az oktatás. Az iskolába három falu, Škabrnja, Prkos és a Zemunik Gornji gyermekei jártak. A “Vladimir Nazor” alapiskola 1961-ben nyitotta meg kapuit, Prkoson, Galovacon és Goricán kihelyezett tagozatai működtek. Az új iskolaépületet 1974-ben adták át. A délszláv háború előtti utolsó tanévben 257 gyermek járt ide. Prkoson négyosztályos alsó tagozat működött 22 tanulóval. A háború után újjáépített iskolában 1997-ben indult meg újra az oktatás. Jelenleg 215 diák jár ide, míg a 2006-ban újranyílt prkosi iskolának 20 tanulója van.